# Ectotermia
La ectotermia  es la condición de un grupo de seres vivos denominados ectotermos los cuales no son capaces de generar, por  ningún proceso metabólico o fisiológico, su propio calor interno.  De esta forma, aunque los organismos ectotermos deben confiar en fuentes de calor externas para alcanzar una determinada temperatura corporal, restringiendo su actividad cuando la temperatura ambiental no es la adecuada, les supone un considerable ahorro energético. La mayor parte de los seres vivos, desde las bacterias hasta las plantas y muchos de los animales que conocemos como los reptiles, los peces y los insectos, son ectotermos.
Ectotermia y poiquilotermia no son términos equivalentes. El primero, en oposición a endotermia, hace mención como ya hemos indicado, a la disponibilidad o la capacidad de los organismos para producir su propio calor corporal. La poiquilotermia, en contraposición al término homeotermia, se relaciona con la capacidad o no de los organismos para regular su temperatura corporal dentro de unos límites más o menos estrechos. La mayor parte de los organismos ectotermos son también poiquilotermos (es decir, su temperatura corporal varía con la temperatura ambiente) pero algunos son capaces, por diferentes mecanismos, de regular bastante bien su temperatura corporal pudiéndoseles considerar, al menos parcialmente, homeotermos.
La ectotermia tiene ventajas y desventajas respecto a la endotermia. Los endotermos generan calor a partir de la energía química contenida en los alimentos, por lo que tienen que alimentarse a diario, incluso varias veces en un mismo día (los humanos, por ejemplo) o en grandes cantidades diarias (en el caso de los elefantes). Por el contrario, los ectotermos no tienen que alimentarse cada día, incluso pueden estar meses sin hacerlo. Como desventaja, los seres ectotermos generalmente no habitan en ambientes con temperaturas extremas ya que son altamente dependientes de los cambios ambientales, mientras que los endotermos pueden vivir en hábitats más fríos y más cálidos, siempre que puedan alimentarse.

## Métodos para estabilizar su temperatura

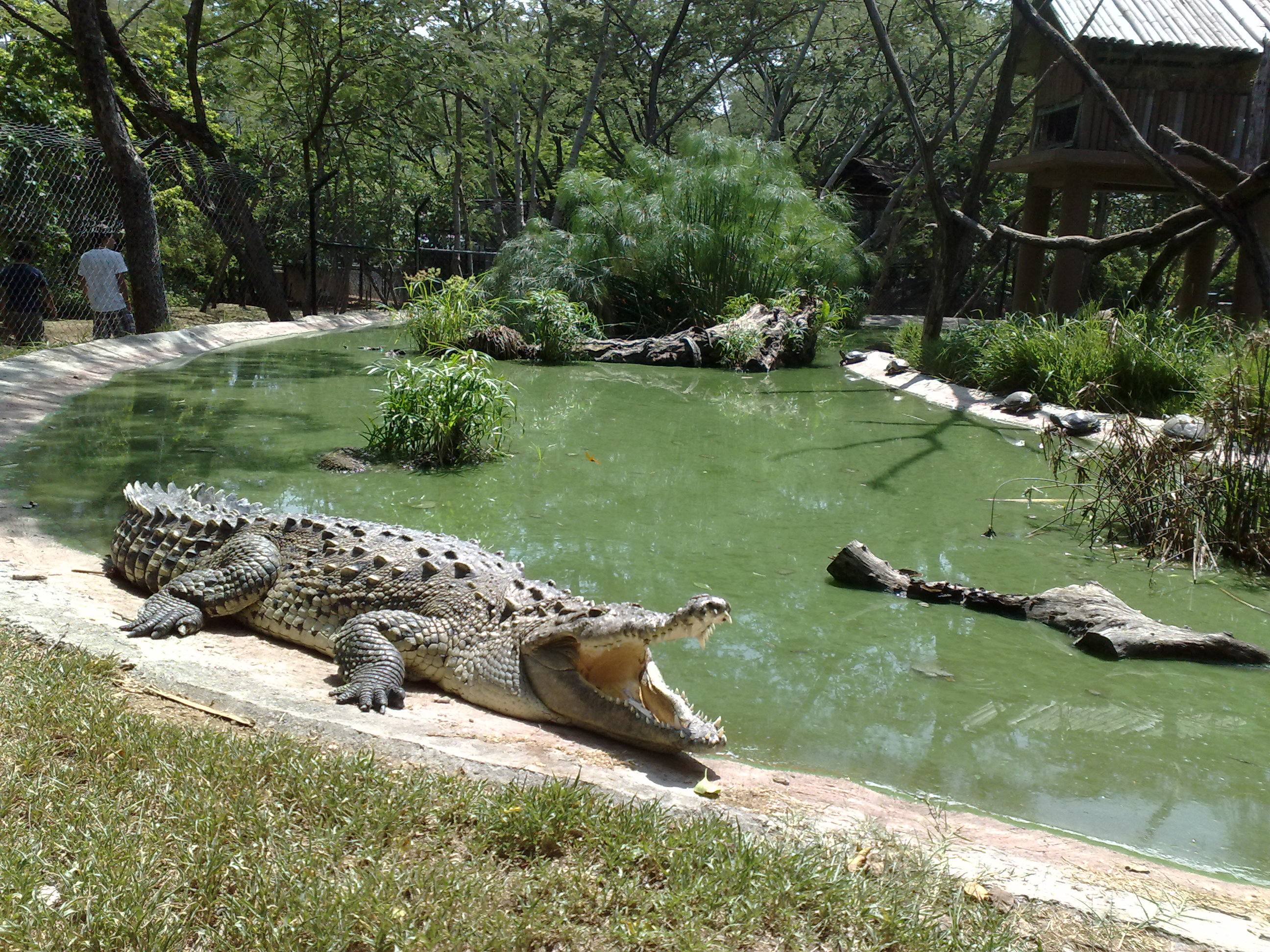
Cocodrilo de río con el hocico abierto durante mucho tiempo para enfriarse.

Dentro de los animales que se clasifican como ectotermos, se diferencian en primer lugar en dos tipos de estrategias conductuales, que no son mutuamente excluyentes, pudiendo un animal seguir una u otra dependiendo de sistema de vida:
- Conformistas o poiquilotermos, cuya temperatura corporal fluctúa en conjunto con la ambiental.
- Reguladores o homeotermos, su temperatura corporal es relativamente estable y se encuentra sobre o bajo la temperatura ambiental. A diferencia de los homeotermos endotermos, la temperatura corporal se mantiene estable sobre la base de la regulación conductual.

A su vez existen diferentes métodos para intentar estabilizar la temperatura corporal.
La heliotermia o captación de calor a partir de la radiación solar, es el sistema más vistoso de regulación térmica del mundo animal, muy extendido en reptiles, y un sistema complementario utilizado por los animales endotermos. Algunos peces, como el pez luna, también la utilizan.
La tigmotermia es la captación del calor por conducción, poniéndose en contacto con superficies más calientes, adquiriendo el calor acumulado en piedras o superficies calentadas previamente por el sol o por otro sistema. Muchos grandes reptiles aprovechan piedras calientes para descansar después de haber comido, para aumentar su temperatura abdominal y favorecer la digestión. Los reptiles de zonas sombrías (como los escincos de climas templados) se cobijan bajo piedras calientes para optimizar su temperatura. Muchos animales acuáticos también aprovechan las zonas de aguas calientes para regularse térmicamente a lo largo del día, según sus necesidades de actividad.
Algunos ejemplos:
- Los cocodrilos entran en el agua al anochecer, ya que ésta mantiene más la temperatura y se encuentra más caliente que el exterior, y cuando amanece salen con los primeros rayos de sol y se quedan quietos, con la boca abierta, para tener más superficie en contacto directo con los rayos solares.

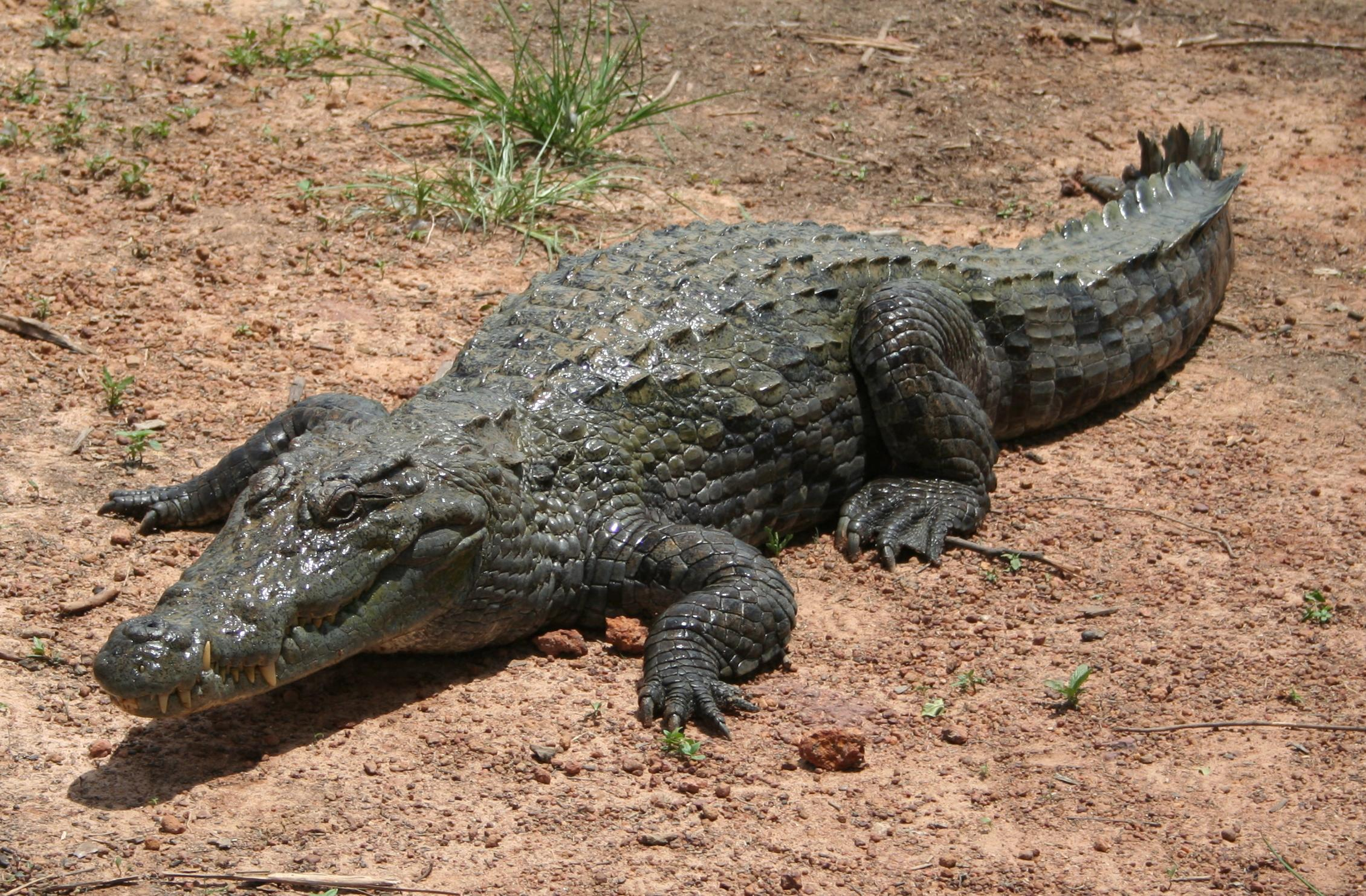
Cocodrilo del Nilo calentándose en tierra.

- Las hormigas suelen construir los túneles superficiales de sus hormigueros debajo de grandes piedras que están expuestas al Sol por su cara superior. Las piedras, en general, tienen mayor inercia térmica que el suelo de alrededor, captan el calor, lo retienen más tiempo y lo transmiten más lentamente al ambiente. Las hormigas logran así una mayor temperatura y estabilidad térmica en las áreas del hormiguero bajo la piedra.
- Muchos ortópteros presentan pautas de comportamiento adaptadas a obtener un aprovechamiento óptimo del calor de los rayos solares. A primera hora del día buscan orientaciones verticales, por ejemplo sobre una planta, para captar los primeros rayos de sol. Seguidamente buscan la superficie del suelo, a la que se pegan replegando las patas para captar la mayor radiación posible del sol, así como la reemitida por el suelo. Durante las horas centrales del día, cuando el calor ya es elevado, buscan orientaciones paralelas para exponerse lo menos posible al sol o se colocan en el suelo en zonas sombrías y estirando las patas para permanecer alejados del suelo.